# چارلز بارکلی
چارلز وید بارکلی (به انگلیسی: Charles Wade Barkley) (متولد ۲۰ فوریه ۱۹۶۳) بازیکن بازنشسته بسکتبال آمریکایی است. وی اکنون تحلیلگر مسابقه‌های بسکتبال در برنامه درون ان‌بی‌ای است.